# Філ Айві
Філ Айві (англ. Phil Ivey; 1 лютого 1976, Раверсайд) — професійний гравець в покер, володар восьми браслетів Світової серії покеру, переможець турніру Світового туру покеру, вісім разів потрапляв за фінальний стіл турнірів світового туру, що є рекордом.

## Біографія
Народився 1 лютого 1976 року в місті Раверсайд (Каліфорнія, США). Айві мав пристрасть до азартних ігор вже з дитинства. У 8 років грати в карти його навчив дідусь. Коли Філ був підлітком мати забрала його в Нью-Джерсі, де він з підробленими документами грав у казино Атлантик-Сіті.
У 2000 році Філ, маючи величезний досвід гри, починає свою професійну кар'єру турнірного гравця в покер. Він бере участь у серії World Series of Poker (WSOP) і в турнірі з Омахи пот-ліміт стає переможцем, заробляє 195 000 $ і виграє свій перший золотий браслет. За фінальним столом Айві обігрує профі минулих років Амарілло Престона і Філа Гельмута. Цей турнір став для нього першою великою перемогою, і він виграє свій перший золотий браслет і 195,000 доларів.
У 2002 році Філ виграє три чемпіонські браслета WSOP. Його ставлять на одну сходинку з професіоналами Філом Гельмутом і Тедом Форестом. Між собою вони змагаються, хто виграє більше грошей протягом року. У 2003 році Айві виграє пару турнірів World Poker Tour (WPT), на WSOP виступає добре, чотири рази трохи не дотягуючи до перемоги (2, 3, 9 і 10-е місця). У 2004 році — успіх у турнірі казино «Turning Stone» приносить йому $ 500 тисяч.
У 2005 році — перемога в черговому турнірі WSOP і $ 630 685 призових. Далеко проходить в Main event (20-й, $ 304 680). У листопаді цього ж року Філ виграє мільйон доларів на турнірі «Monte Carlo Millions» і 600 000 доларів на «The Full Tilt Poker Invitational Live from Monte Carlo», причому все це сталося за 24 години. У 2006 році на WSOP в одному турнірі 2-й ($ 219 208) поступившись Сему Фархі, в іншому третій ($ 617 760). На EPT в Барселоні 2-й (371 000 €). У 2007 році на WSOP ще два фінальних стола, 2-е і 4-е місця. У 2008 році WSOP знову не скоряється (ще два фінальних стола, 6-е і 9-е місця), зате на турнірі «LA Poker Classic» в рамках WPT Айві виграє $ 1 596 100.
2009 рік став роком справжнього тріумфу для Філа. На WSOP він виграє 2 браслета і потрапляє на фінальний стіл Main Event, який закінчує сьомим, заробляючи $ 1 404 014
2010 рік розпочався з 2-го місця в турнірі хай-ролерів з бай-ін в 100 000 AUD на чемпіонаті Aussie Millions в Мельбурні, Австралія. Цей успіх вивів Філа на перше місце у світі за сумою турнірних виграшів. На WSOP тричі потрапив у призи, а потім у турнірі зі змішаних ігор HORSE з бай-ін $ 3 000 Айві обійшов 477 суперників і виграв 8-й браслет.
У 2011 році Філ Айві вирішив не брати участь в WSOP, порахувавши, що це буде не шанобливо по відношенню до гравців, які постраждали через заборону роботи покер-руму «Full Tilt» на території США, який, на відміну від «PokerStars», не виконав перед своїми гравцями фінансові зобов'язання. Через це багато гравців «Full Tilt» не могли узяти участь в WSOP, і Філ Айві приєднався до них з міркувань солідарності.

## Онлайн гра
Айві входить до складу команди професіоналів Full Tilt Poker, де грає онлайн за особистими столами за найвищими ставками з такими гравцями як Том Дван, Патрік Антоніус, Девід Бенжамін. З 2007 року Філ виграв близько 16 мільйонів доларів.

## Цікаві факти
У 2006 році у складі синдикату профі-гравців він грав на ставках до $ 50 000 — $ 100 000 проти мільярдера Ендрю Біла (Andrew Beal), вигравши $ 16,6 мільйонів.
Айві постійний учасник різних покерних шоу, як «Poker After Dark», «High Stakes Poker», «Million Dollar Cash Game».